# Круцкевич, Александр Александрович
Александр Александрович Круцкевич (род. 13 ноября 1980, Ковель, Волынская область) — украинский футболист, имеющий также казахстанское гражданство, защитник, футбольный тренер.

## Биография
Воспитанник ковельского футбола, первый тренер — М. Лис. В юношеском возрасте занимался в академии донецкого «Шахтёра». В 1997—1999 годах выступал во второй и первой лигах Украины за «Шахтёр-2», но не был там основным игроком, в большинстве своих матчей выходил на замены. Затем играл за любительские команды Украины и несколько раз пытался закрепиться в профессиональных клубах — в третьей команде «Карпат» сыграл единственный матч в августе 2001 года и на 39-й минуте игры был удалён, а спустя год трижды выходил на замены в составе «Подолья» (Хмельницкий).
В 2004 году перебрался в Казахстан, первые два сезона провёл в первой лиге в составе «Каспия» (Актау). В 2006 году перешёл в «Жетысу», с которым в том же сезоне стал победителем зонального турнира первой лиги. В высшем дивизионе Казахстана дебютировал 31 марта 2007 года в матче против «Астаны», заменив на 73-й минуте Константина Панина. Первый гол в высшей лиге забил 20 мая 2007 года в ворота «Кайсара». Летом 2008 года перешёл в «Атырау», а затем после полугодового перерыва перешёл в «Окжетпес», где выступал в течение года. Всего в высшем дивизионе Казахстана сыграл 68 матчей и забил 8 голов. В составе казахстанских клубов принимал участие в матчах еврокубков.
В период выступлений в Казахстане получил гражданство этой страны и вызывался в национальную сборную, однако ни одного матча не сыграл.
Осенью 2010 года играл за клубы первой лиги Украины «Звезда» (Кировоград) и «Феникс-Ильичёвец», однако не смог закрепиться в командах.
Сезон 2011 года провёл в клубе чемпионата Латвии «Юрмала-ВВ», сыграв 30 матчей и забив 3 гола. Весной 2012 года играл в первой лиге Китая за «Харбин Итэн», сыграл 3 матча.
Летом 2012 года перешёл в клуб «Туран» (Товуз), в его составе сыграл 26 матчей и забил один гол в высшем дивизионе Азербайджана. Следующий сезон провёл в первом дивизионе за «Араз» (Нахичевань) и со своим клубом поднялся дивизионом выше, однако осенью 2014 года его команда, сыграв несколько матчей, снялась с турнира. После этого футболист завершил игровую карьеру.
В 2016 году работал главным тренером клуба «Ковель-Волынь», игравшего в любительском чемпионате Украины.